# Alpicat
Alpicat è un comune spagnolo di 4 416 abitanti situato nella comunità autonoma della Catalogna.

Nel 1996 il territorio comunale venne suddiviso e parte di esso divenne del nuovo comune di Gimenells i el Pla de la Font.